# توره دی فئودوتزو
توره دی فئودوتزو (به ایتالیایی: Torre di Feudozzo) یک منطقهٔ مسکونی در ایتالیا است که در لاکوئیلا واقع شده‌است.